# 月桂酸钠
月桂酸钠是一种化合物，化学式为CH3(CH2)10CO2Na，它是白色固体，可由月桂酸和氢氧化钠反应制得。
月桂酸钠可用作阴离子表面活性剂。它在食品中用作粘合剂、乳化剂和抗结块剂。